# Juicy Lucy (Juicy Lucy)

Juicy Lucy è il primo album in studio del gruppo musicale britannico Juicy Lucy, pubblicato nel 1969 dalla Vertigo Records.

## Il disco
Le registrazioni dell'album si svolsero durante l'inverno del 1969 al  Central Recorders Studio di Londra. L'album è stato rimasterizzato nel 2010 con l'aggiunta di quattro tracce bonus.
La copertina è opera dell'artista italiana Marina Apollonio.

## Tracce
1. Mississippi Woman – 4:45
2. Who Do You Love? – 3:44
3. Lie Down (A Modern Love Song) – 3:14
4. She's Mine – 3:47
5. She's Yours – 3:39
6. Just One Time – 3:26
7. Chicago North-Western – 4:48
8. Train – 3:26
9. Nadine – 4:06
10. Are You Satisfied – 3:25

## Formazione
- Ray Owen, voce
- Neil Hubbard, chitarra
- Glenn Ross Campbell, chitarra
- Chris Mercer, tastiera
- Keith Ellis, basso
- Pete Dobson, batteria